# Алмаз
Алма́з (від араб. ألماس, almās — нездоланний, англ. diamond; нім. Diamant) — мінерал класу самородних неметалів, тверда кристалічна алотропна видозміна карбону кубічної сингонії.

## Загальні відомості
Алмаз належить до дорогоцінних каменів і є найтвердішим з відомих мінералів (твердість 10 за шкалою Мооса за означенням). Алмази можуть бути як природними, так і синтетичними. Промислові алмази завдяки своїй надзвичайній твердості використовуються в різальному інструменті для шліфування, свердління й токарної обробки твердих металів та їхніх сплавів, буріння твердих гірських порід тощо.
Найбільші родовища алмазу розташовані в Африці (ПАР, Демократична Республіка Конго, Танзанія), Азії (Російська Федерація, Індія) та Австралії. Щорічний світовий видобуток алмазу становить приблизно 300 кг. Ограновані ювелірні алмази в Україні називають діамантами.
Починаючи з середини 1950-х років алмаз почали одержувати штучно з графіту. І алмаз, і графіт — це різні форми одного і того ж елемента — вуглецю. Синтетичні алмази також відомі під назвами HPHT-алмази та CVD-алмази, що отримали назву від двох популярних методів їх виробництва. HPHT розшифровується як високий тиск і температура (англ. high-pressure high-temperature), а CVD — хімічне осадження з пари (англ. chemical vapor deposition). Ці два методи домінують у виробництві синтетичних алмазів. Третій метод, відомий як синтез з підривом, став використовуватися в кінці 1990-х. Синтетичні та природні алмази є однаковими за фізичними властивостями й кристалографією. Станом на 2011 рік близько 97 % алмазів (за масою), що використовуються у промисловості — синтетичні.

## Походження
Міжнародна група дослідників з'ясувала, що найцінніші алмази утворилися в особливих умовах: серед «ванн» з розплавлених металів. Тому вони перемішувалися з ними, що в звичайних умовах формування алмазів практично ніколи не трапляється.

## Історичні відомості
Старовинна українська назва алмазу адама́нт (від грец. ἀδάμας — незламний, непорушний). У науковій літературі українською мовою під назвою «адамант» алмаз уперше описаний в лекції «Про камені та геми» Феофаном Прокоповичем, яка була прочитана в Києво-Могилянській академії в 1705–1709  роках.
На думку стародавніх індусів алмази утворюються з п'яти першоелементів: землі, води, неба, повітря і енергії. При цьому алмази поділялися на чотири класи (варни): брахмани (безколірні і білі, шестивершинні); кшатрії (камені з червоним відтінком); вайшьї (зеленуваті); шудри (сірі і чорні).
Легенди та повір'я пов'язані з алмазами описав Пліній Старший у «Природній історії викопних тіл».
У Середньовіччі були створені спеціальні книги про походження, магічні і цілющі властивості різних каменів — лапідарії. Алмаз вважався каменем мужності, твердості, дарував перемогу над ворогами, гостроту розуму, охороняв від журби та чаклунства, злих духів.
На ранньому періоді історії розробки алмазних родовищ в Південній Африці вважалось вигідним розводити домашню птицю. Птахи порпались у відвалах гірських виробіток і, побачивши блискучі зерна, проковтували їх. Зоб кожної зарізаної птахи уважно оглядали, сподіваючись побачити дорогоцінний кристал. Так у зобі одного голуба, вбитого на території алмазного родовища, було виявлено 23 алмази масою 5,5 карата. В Російських газетах ІІ половини XIX ст. повідомлялось про уральську курку, яка «знесла» діамант.
Підробки діамантів, які зовнішньо важко було відрізнити від справжніх каменів, виготовлялися із свинцевого скла з кін. XVIII ст. Вони відомі під назвами «стрази» і «тетовські діаманти»

## Структура алмазу

Елементарна комірка кристалічної структури алмазу

Елементарна комірка просторової кристалічної ґратки алмазу є гранецентрований куб з 4 додатковими атомами, розташованими всередині куба, на 1/4 великих діагоналей. Розмір ребра елементарної комірки а0=0,357 нм (при t=25О °C і Р=1 атм). Найкоротша відстань між двома сусідніми атомами с = 0,154 нм. Атоми вуглецю в структурі алмазу утворюють міцні ковалентні зв'язки з чотирма сусідніми атомами, скеровані під кутом 109o28' відносно один одного. Алмаз — один із найтвердіших матеріалів, відомих людству.(Фулерити, або фулерони наприклад)

## Морфологія алмазу
Кристали мають форму октаедра, ромбододекаедра, куба і тетраедра з гладкими і пластинчато-східчастими гранями або округлими поверхнями, на яких розвинені різноманітні акцесорії. Характерні пласкі, довгасті та складні кристали простої і комбінованої форм, двійники зростання і проростання, паралельні і довільно орієнтовані зростки, піраміди росту.

## Хімічний склад
У алмазі присутні домішки Si, Al, Mg, Са, Na, Ва, Mn, Fe, Cr, Ti, В та ін. елементів. Азот є головною домішкою, що найбільше впливає на фізичні властивості алмазу. Кристали алмазу, непрозорі до УФ випромінення, називаються алмазами І типу; всі інші належать до типу II. Вміст азоту в переважній більшості кристалів алмазу, що належать до типу І, становить близько 0,25 %. Рідше зустрічаються безазотні алмази, що належать до типу II, в яких домішки азоту не перевищують 0,001 %. Азот ізоморфно входить в структуру алмазу і утворює самостійно або в сукупності із структурними дефектами (вакансіями, дислокаціями) центри, відповідальні за забарвлення, люмінесценцію, поглинання в УФ, видимій, інфрачервоній і мікрохвильовій областях, характер розсіювання рентгенівських променів та ін.

## Фізичні властивості
Форма зерен
Більша частина алмазів зустрічається в природі у вигляді окремих добре сформованих кристалів або їх уламків. Переважають октаедри, ромбододекаедри та куби, а також їх комбінації. Це кристали з рівними плоскими гранями. Іноді зустрічаються кривогранні, округлі кристали, в деяких родовищах вони навіть переважають. Часто кристали алмазу зростаються, або ніби проростають один в одного, утворюючи відповідно так звані двійники зростання і проростання.
Крупність зерен

Схема утворення алмазів

Зазвичай розміри алмазних зерен — від часток міліметра до 0,5–1 см в поперечнику, але зустрічаються і дуже крупні кристали.
Густина алмазу становить 3,5-3,53 г/см3. Алмази можуть бути безбарвними або з ледве помітним відтінком, а також яскраво забарвленими в жовтий, коричневий, рожево-бузковий, зелений, блакитний, синій, молочно-білий і сірий (до чорного) кольори. При опроміненні зарядженими частинками алмаз набуває зеленого або блакитного кольору. Зворотний процес — перетворення забарвленого алмазу в безбарвний — досі не вдалося провести. Поверхня алмазів з найдавніших родовищ (вік яких перевищує 1 млрд років) має зелене забарвлення, яке зникає при механічній обробці кристалу.
Більшість природних алмазів безбарвні, але бувають камені найрізноманітніших кольорів та відтінків. Найчастіше зустрічаються алмази зі слабким жовтуватим відтінком, а також зеленкуваті. В родовищах Південної Африки трапляються бурі алмази; за рахунок значних домішок аморфного вуглецю вони можуть набувати цілковито чорного кольору. Рожеві, рубіново-червоні та сині алмази дуже рідкісні. Щодо алмазів сапфірово-синього кольору, то це — явище виняткове, і цінуються вони дуже високо.
Блиск. Заломлення світла. Люмінесценція
Для алмазу характерні сильний блиск, високий показник заломлення (n=2,417) і сильно виражений ефект дисперсії (0,063), що зумовлює різнокольорову гру світла в діамантах. Як правило, в кристалах алмаз виявляє аномальне двопроменезаломлення через напруження, яке виникає у зв'язку зі структурними дефектами і включеннями. Кристали алмазу прозорі; напівпрозорі або непрозорі в залежності від насиченості мікроскопічними включеннями графіту, інших мінералів і газово-рідких вакуолей. При освітленні УФ променями значна частина прозорих і напівпрозорих кристалів алмазу люмінесціює синім, блакитним і рідше жовтим, жовто-зеленим, оранжевим, рожевим і червоним кольорами. Кристали алмазу (за рідкісним винятком) люмінесціюють під дією рентгенівських променів. В алмазах проявляється також електро-, трибо- і термолюмінесценція.
Міцнісні властивості
Відносна твердість алмазу за шкалою Мооса складє 10. Алмаз дуже крихкий, має довершену спайність по грані (111). Модуль Юнга 0,9 ТПа.
Змочуваність
Чиста поверхня алмазу має високу гідрофобність (крайовий кут — 105—104o), але в природних умовах алмаз покривається тонкими плівками, що підвищують його гідрофільність. Алмаз з чистою поверхнею гідрофобний, тобто не змочується водою.
Температура плавлення алмазу становить 3700…4000 °C за тиску 11 ГПа. На повітрі алмаз згорає при 850—1000 °C, а у струмені чистого кисню горить блідо-блакитним полум'ям при 720—800 °C, з утворенням вуглекислого газу. При нагріванні до 2000 °C без доступу повітря алмаз спонтанно за 15…30 хвилин переходить у графіт й вибухоподібно руйнується на дрібні частинки.. За температур понад 2000 K зміна термодинамічних характеристик алмазу (теплоємність, ентальпія) зі зростанням температури набуває аномального характеру.

## Використання

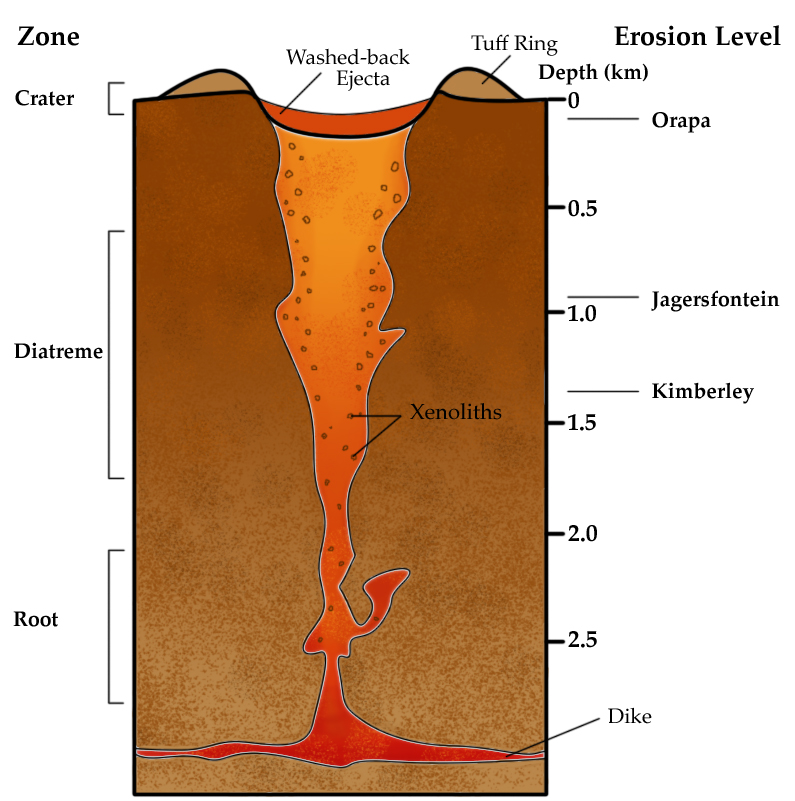
Схематичний геологічний розріз кімберлітової алмазоносної трубки

Використовують алмази для виготовлення абразивних та різальних інструментів, при бурінні, в ювелірній справі (див. діамант). Вагу алмазів вимірюють каратами.

## Алмази в Україні
За останніми дослідженнями в Україні виявлені дві перспективні ділянки щодо знаходження алмазоносних кімберлітів, які розташовані у Східному Приазов'ї (Донеччина, Тельманівський район та ін.) і на Волині (Рівненщина, с. Кухітська Воля).
На Вінниччині виявлені алмази в Тиврівському районі, в алювії Дністра, в пісках на території Оратівського та деяких інших районів. Це зерна розміром від 0,1 до 1-2 мм, принесені древніми потоками з корінних джерел, місце розташування яких досі невідомо. Значна кількість знахідок алмазів і їх мінералів-супутників свідчать про цілком реальну можливість виявлення корінних родовищ. На сьогодні достовірно відома тільки природа алмазів, що зустрічаються поблизу Липовця. Вони утворилися саме тут десятки або сотні мільйонів років тому в результаті падіння величезного метеорита.

## Різновиди алмазів та найвідоміші діаманти
Відомі такі діаманти:
- алансонський (кварц димчастий);

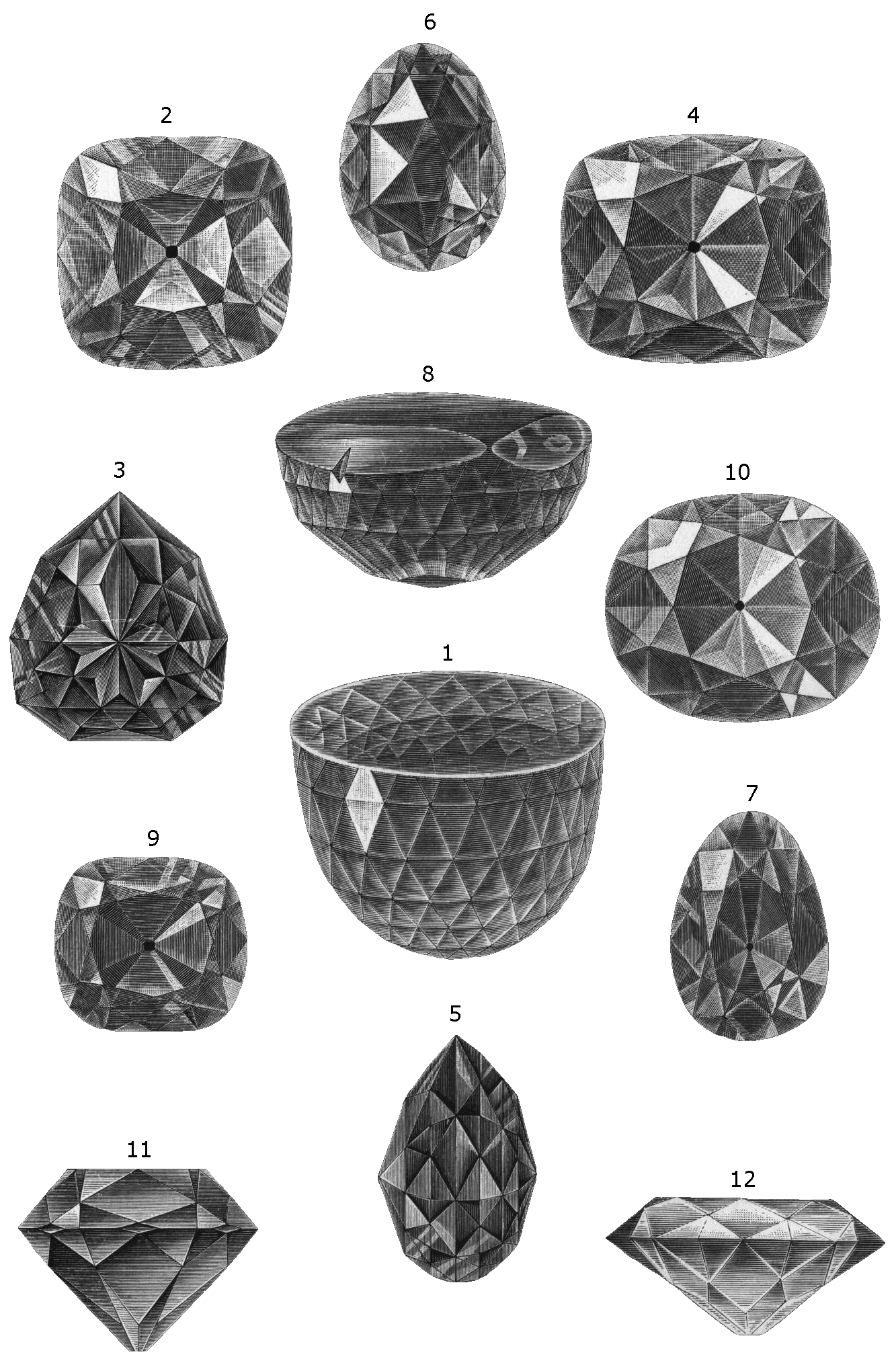
Найвідоміші діаманти світу. Ілюстрація з енциклопедії «Nordisk familjebok»

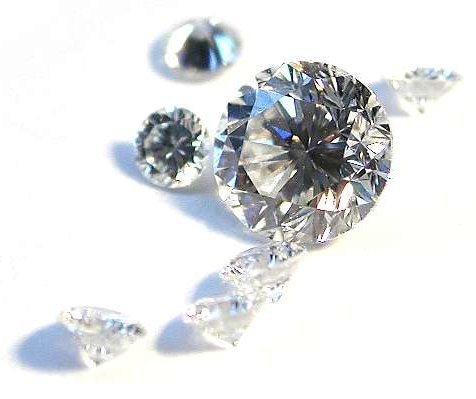
Діаманти

- «Альєнде» (125 каратів, знайдено в Якутії 1973 року);
- арканзаський (дрібні, прозорі з сильним блиском кристали гірського кришталю з родовищ штату Арканзас, США);
- богемський (1. Дрібні, прозорі з сильним блиском кристали гірського кришталю з Чеського масиву. 2. Торговельна назва кришталю гірського з Чехії);
- бріансонський (дрібні, прозорі з сильним блиском кристали гірського кришталю з околиць м. Бріансона, Франція);
- бристольський (дрібні, прозорі з сильним блиском кристали гірського кришталю з англійських родовищ);
- «Валентина Терешкова» (прозорий з незначним жовтим відтінком, 51,66 карата, знайдено 1963 року в Якутії, названо на честь першої жінки космонавта Валентини Терешкової);
- «Варгас» (726,6 карата, з Бразилії);
- «Великий герцог Тоскани» (те саме, що алмаз «Флорентієць»);
- «Великий Могол» (первісна назва алмазу «Орлов»);
- «Гірник» (44,62 карата, знайдений у 1966 у Якутії);
- «Гоппе» (густо-синього кольору з Індії вагою 44 карати);
- «Де-Бірс» (з жовтуватим відтінком, 428,5 карата, знайдено 1888 року на копальні «Де-Бірс», Південна Африка);
- «Джонкер» (726 каратів, знайдено 1934 року на копальні «Прем'єр» у Південній Африці);
- «Дютойтспан» (великий алмаз вагою 253,7 карата з Південної Африки).
- «Ексцельсіор» (995,3 карата, знайдено 1893 року на копальні «Ягерсфонтейн» у Південній Африці);
- жовтуватий (те саме, що алмаз капський);
- «Зірка Африки» (те саме, що алмаз «Кулінан»);
- «Зірка Півдня» (те саме, що алмаз «Південна зірка»);
- «Імператор» (457 каратів, з Південної Африки);
- «Каєнський» (дрібні, прозорі з сильним блиском кристали гірського кришталю з родовища Кайєнн, Швейцарія);
- капський (з Капської області, Південна Африка);
- кілікранський (безбарвний топаз із Тасманії);
- «Коїнур» (те саме, що алмаз «Кохінур»);
- Конго (алмазний порох)
- корнуольський (алмази з околиць Корнула, Індія);
- «Кохінур» (з Індії, відомий з 1304 року, 793,5 карата; після першої огранки мав 186,1 карата, після другої — 106,1 карата);
- «Кулінан» (найбільший з відомих алмазів з первинною вагою 3106 каратів, знайдено 1905 року на копальні «Прем'єр» у Південній Африці);
- лейк-джорджський (дрібні, прозорі з сильним блиском кристали гірського кришталю з околиць міста Лейк-Джордж, штат Нью-Йорк, США);
- ліппський (з околиць м. Ліпова — колишнє м. Ліппа, Румунія);
- «Літній» (46,36 карата, знайдено 1966 року в Якутії);
- «Марія» (1966 р.,з родовищ Якутії-Сахи, 105,98 карата)[14].;
- мармароський (те саме, що діамант мармароський — гірський кришталь, що трапляється у Східних Карпатах);
- матарський (торговельна назва циркону з родовища Матара, о. Шрі Ланка);
- медокський (дрібні, прозорі з сильним блиском кристали гірського кришталю з родов. округа Медок, Канада);
- «Надія» (найвідоміший кольоровий діамант, 45,52 ct вагою синій діамант. З Індії, де був найдений, його привіз Ян Баптист Таверньєр 1642 році)
- невадський (штучно знебарвлений обсидіан з родовища штату Невада, США);
- Орлов (діамант) (прозорий з ледве помітним зеленувато-синюватим відтінком; в ограненому вигляді 194,8 карата; знайдений у Голконді, Індія на початку 17 ст.; первісно — 400 каратів);
- «Південна зірка» (в ограненому вигляді 125,5 карата, знайдено 1853 року в Бразилії, до огранки — 254,5 карата);
- «Пітт» (те саме, що алмаз «Регент»);
- «Регент» (в ограненому вигляді 136,9 карата, знайдений в 1701 р. в Індії);
- рейнський (торговельна назва гірського кришталю з Німеччини);
- сибірський (дрібні, прозорі з сильним блиском кристали гірського кришталю з родов. Уралу і Сибіру);
- сірчистий (зайва назва піриту);
- «Сталінградський» (з Якутії, 166 каратів);
- східний (застаріла та торговельна назва безбарвного корунду);
- «Тайлор-Бартон» «Taylor-Burton»
- «Тіфані» (оранжево-жовтого кольору вагою в ограненому вигляді 128,5 карата; знайдений у 1878 році на родов. Кімберлі, Півд. Африка);
- уральський (народна рос. назва гірського кришталю або топазу);
- «Флорентієць» (вагою в ограненому вигляді 133,2 кар.; знайдений в 1878 р. у родов. Кімберлі, Півд. Африка);
- херкімерський (дрібні, прозорі з сильним блиском кристали гірського кришталю з округу Херкімер, шт. Нью-Йорк, США),
- чорний (відміна алмазу з блискучими крапками, яка важче піддається шліфуванню, ніж звичайний алмаз),
- шаумберзький (дрібні, прозорі з сильним блиском кристали гірського кришталю з околиць Шаумберґа, Німеччина);
- «Шах» (після огранки мав 88,7 карата; знайдений в Індії в кінці 16 ст.; первісна вага 95 кар.);
- «Ювілейний» (650,8 карата, знайдений в 1895 році на родовищі Яхерсфонтейн, Півд. Африка; вага після огранки 245,3 кар.);
- «De Beers Millennium Star» (Зірка тисячоліття) (після лазерної обробки — 203 каратний діамант грушевидної форми);
- «Сторічний» (виявлений в липні 1988 року — на 100-річний ювілей відомої алмазодобувної і обробної фірми De Beers. У первинному вигляді важив 599,10 карат);
- Карове АК6 (найбільший з відомих алмазів після «Кулінана» з первинною вагою 1111 каратів, знайдено на копальні «Карове» у Ботсвані 16 листопада 2015 року).

## Штучні алмази

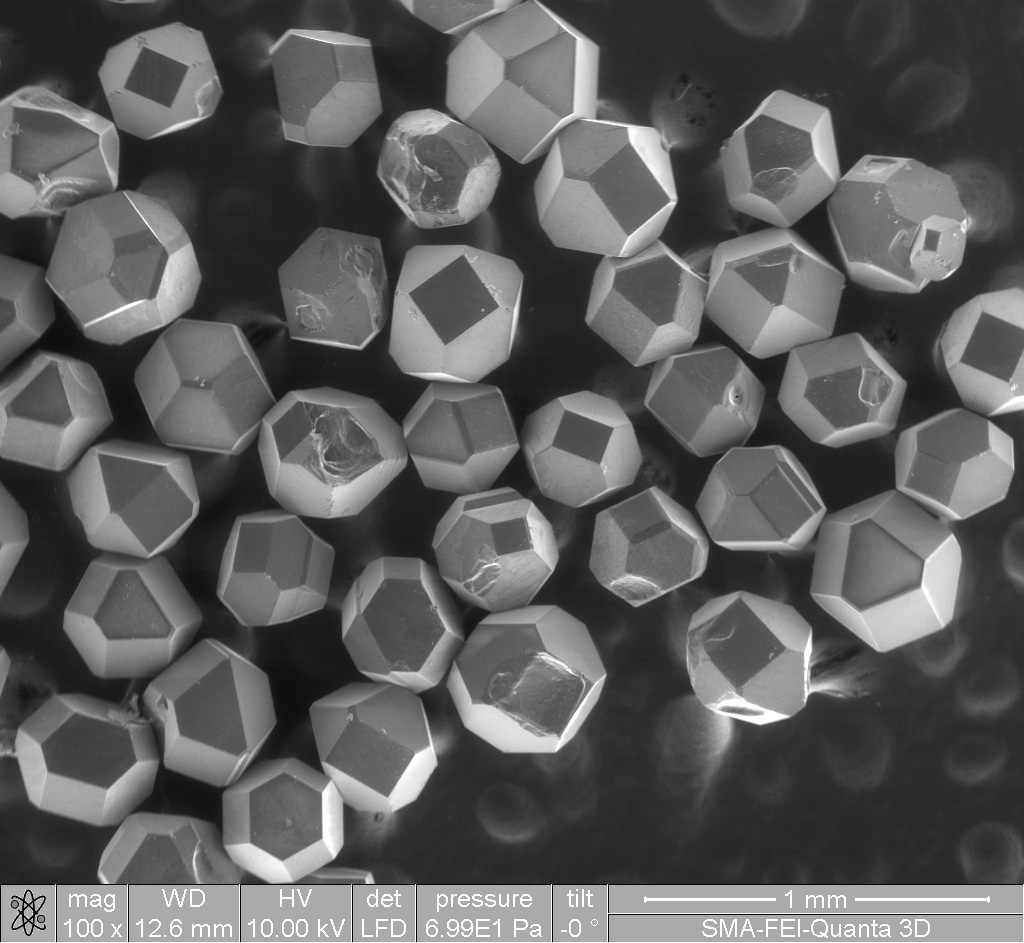
Зображення синтетичних алмазів, отримане на сканувальному електронному мікроскопі

Синтетичні алмази одержують шляхом кристалізації розчину вуглецю в розплавах металів та сплавів після екстремального стискування реакційної суміші в герметичній неметалевій чарунці та нагрівання до високих температур. Розплав із вуглецем утворюється при нагріванні до 1450…2000 за рахунок пропускання електроструму. Синтез алмазу шляхом перебудови графітової шарової структури карбону в щільну алмазну відбувається за величезного тиску й температури.
Перший синтез алмазу здійснено в лабораторії фірми ACEA у Швеції (1952), а потім в лабораторії компанії «General Electric» у США (1953). На основі досліджень, проведених в Інституті фізики високих тисків АН СРСР під керівництвом Л. Ф. Верещагіна у 1960 році українські вчені у 1961 році в Інституті надтвердих матеріалів АН України (Київ) під керівництвом В. М. Бакуля розробили ефективну промислову технологію синтезу штучних алмазів. У ЦКТБ твердосплавного й алмазного інструменту було здійснено випуск перших 2000 каратів штучних алмазів; з 1963 року налагоджено їхнє серійне виробництво.
Згодом над цією проблемою почали працювати також групи вчених з Інституту проблем матеріалознавства ім. І. Францевича НАН України, Інституту фізики НАН України, Інституту фізики напівпровідників НАН України, Донецького фізико-технічного інституту ім. О. Галкіна НАН України, Національного наукового центру «Харківський фізико-технічний інститут» НАН України.
Прямий фазовий перехід графіт → алмаз зафіксовано на початку 1960-х років за умов ударно-хвильового навантаження за характерним зламом ударної адіабати графіту. У 1961 році з'явились перші публікації дослідників компанії «DuPont» про отримання алмазу (розмір до 100 мкм) методом ударно-хвильового навантаження з використанням енергії вибуху (цей метод було реалізовано у 1975 році в Інституті надтвердих матеріалів АН України). Відомою є також технологія отримання алмазів методом детонаційоного навантаження в умовах вибуху деяких вибухових речовин, наприклад, троти́лу, з негативним кисневим балансом, при якому алмази утворюються безпосередньо з продуктів вибуху. Є найдешевшим способом отримання алмазів, однак, «детонаційні алмази» є надзвичайно дрібними (до 1 мкм) й придатні лише як абразиви та напилення.
Українським ученим по праву належить пріоритет у встановленні особливих умов синтезу дрібних порошкових алмазів, одержанні щільних полікристалів та вирощуванні великих прозорих досконалих монокристалів розміром 5…10 мм.
Вчені зі Стенфордського університету зробили алмаз з нафти